# 小行星11769
小行星11769（11769 Alfredjoy）是一颗绕太阳运转的小行星，为主小行星带小行星。该小行星于1973年9月19日发现。

## 轨道参数
小行星11769的轨道半长轴为388 639 123 km，2.5978551 UA，离心率为0.036。